# Хабибас
Острова Хабибас (араб. جزر حبيبة‎, фр. Îles Habibas) расположены примерно в 12 км от Алжирского побережья, к северо-западу от Орана и состоят из основного острова, длиной 1,3 км, окруженного архипелагом общей площадью около 40 га, самая высокая точка достигает 105 метров. Острова имеют вулканическое происхождение.
Острова Хабибас расположены в муниципалитете Бу-Зеджар провинции Айн-Темушент.
Нет постоянных населённых пунктов, но есть небольшой причал, маяк (построен в 1879 году) и несколько небольших зданий. Острова составляют природный морской заповедник Иль-Хабибас.
С конца 2006 года, начался проект по восстановлению и поддержанию островов с алжирским и французским финансированием. Заявленная цель — поддержать местную экосистему.